# Greifenbachviadukt
Der Greifenbachviadukt  war eine Trestle-Eisenbahnbrücke im Zuge der sächsischen Schmalspurbahn Schönfeld-Wiesa–Geyer–Thum. Sie war eine der größten Brücken der Schmalspurbahnen in Deutschland und überspannte das Greifenbachtal ungefähr 1,5 Kilometer nordöstlich von Geyer im Erzgebirge.

## Geschichte
Die 180,60 m lange Stahlkonstruktion, ausgeführt von dem Unternehmen Kelle & Hildebrandt in Großluga, bestand aus drei Fischbauchträgern sowie beidseitigen Blechträgerüberbauten, die auf Gerüstpfeilern bzw. auf Pendelstützen gelagert waren. Sie wurde 1904–1905 auf der Teilstrecke Geyer–Thum errichtet und war gleichzeitig das wohl markanteste Bauwerk im Thumer Netz. Die Brücke besaß beidseitig auf gesamter Länge einen etwa zwei Meter hohen Windschutzzaun. Die Baukosten beliefen sich auf 130.109 Mark.

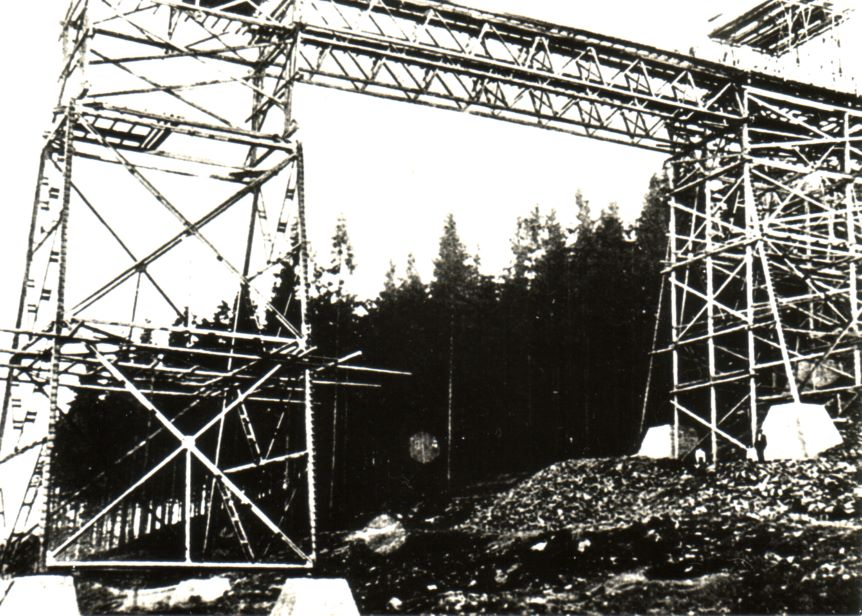
Bau des Viaduktes 1904–1905
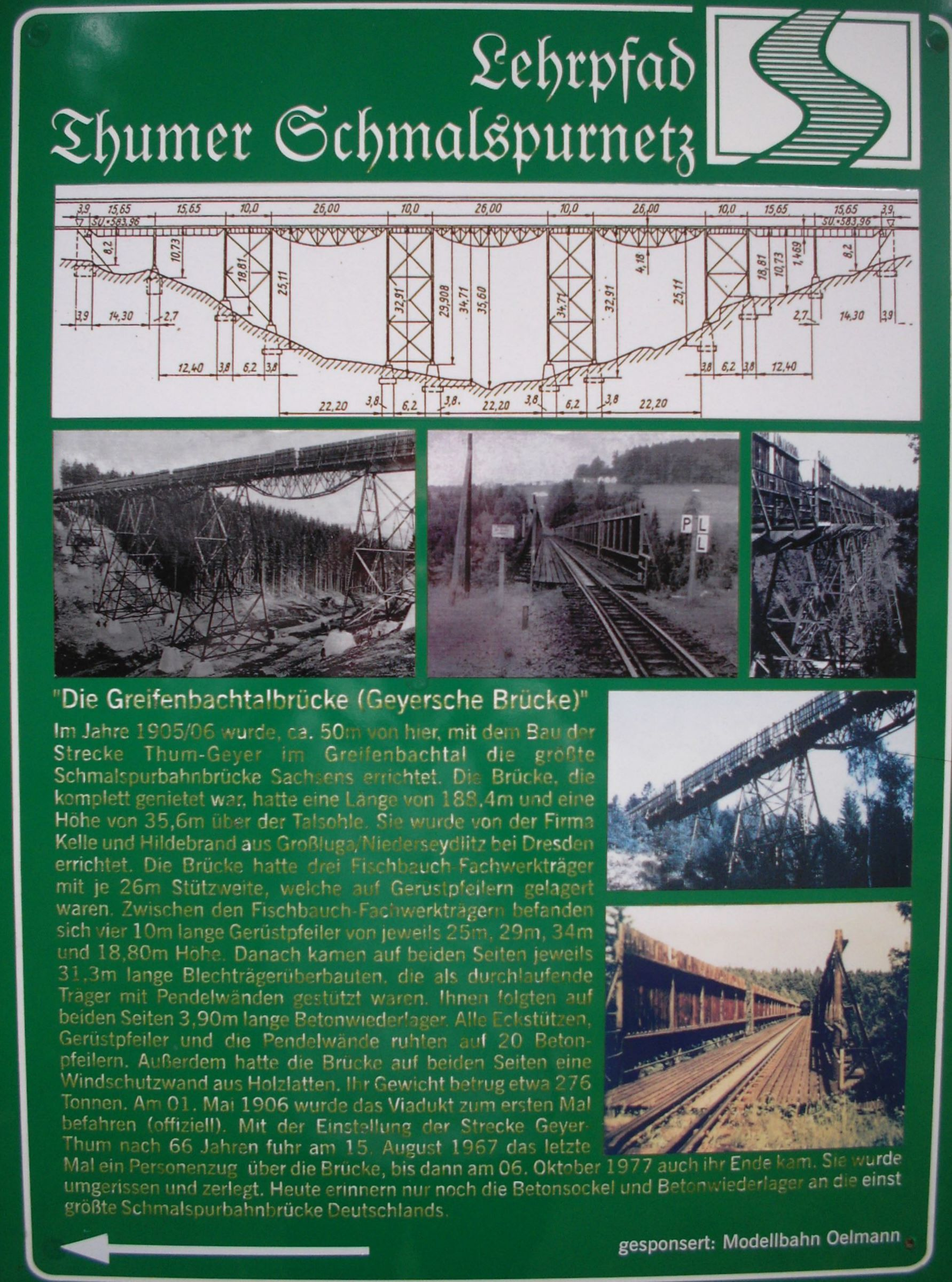
Infotafel am östlichen Widerlager
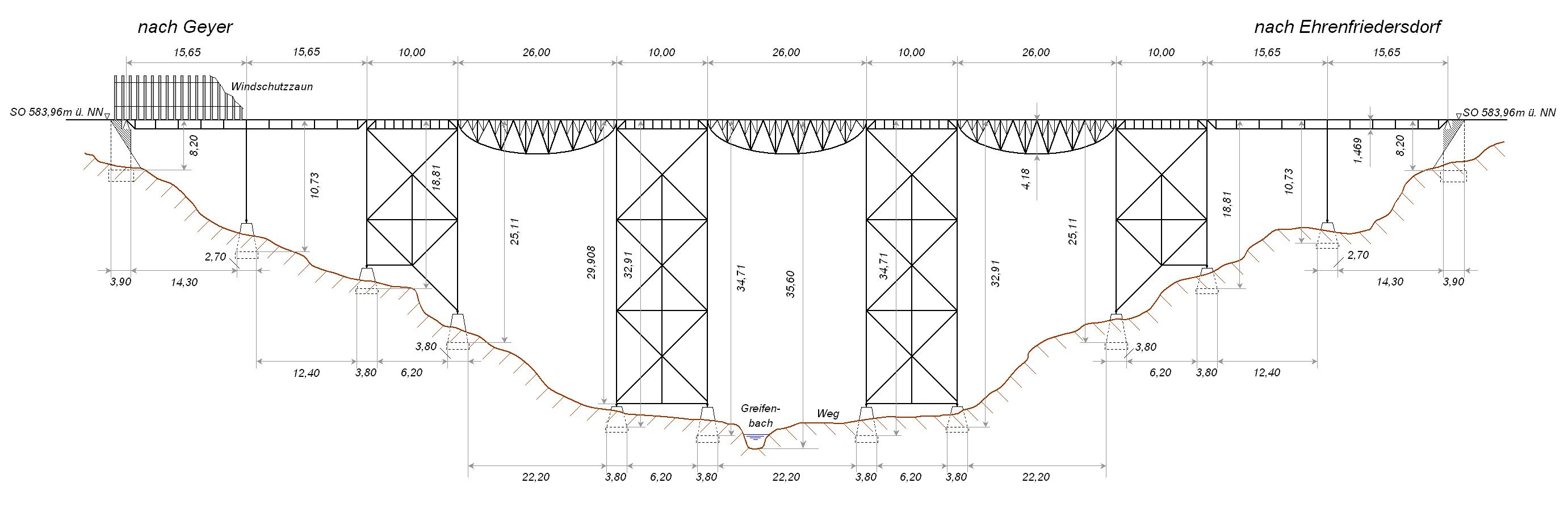
Maßskizze
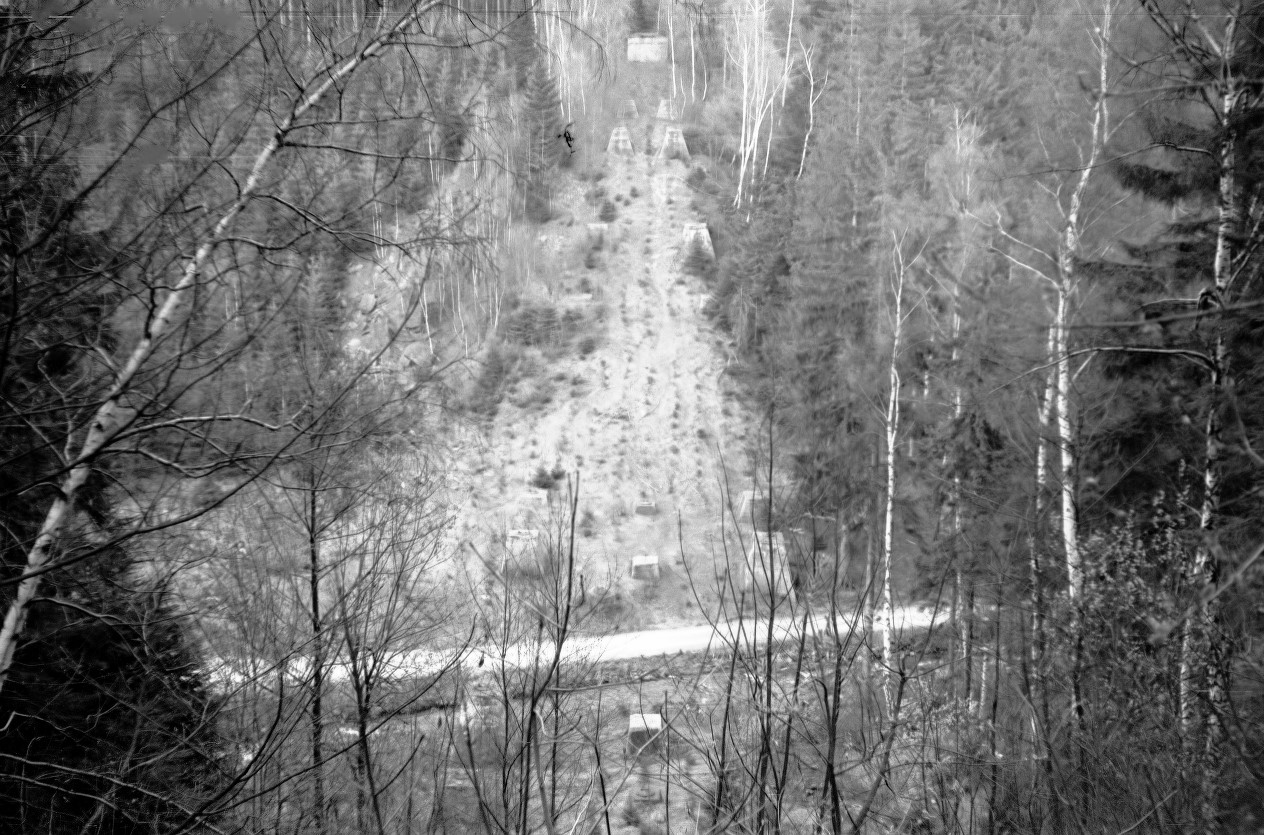
Greifenbachviadukt über das Greifenbachtal hinweg (1984)

1924–1925 wurde die Konstruktion verstärkt, um höhere Achslasten auf der Strecke zu ermöglichen.
Nach Betriebseinstellung der Linie am 15. August 1967 blieb die Brücke zunächst zehn Jahre ungenutzt. Der geplante Rückbau gestaltete sich relativ schwierig, schließlich entschied man sich für einen stückweisen Abbruch, nachdem unter anderem auch eine Sprengung erwogen worden war. Im Oktober 1977 wurde sie schließlich mit Schneidbrennern zerteilt, mit Hilfe eines Raupenschleppers umgezogen und am Talgrund weiter zerlegt. Die Gesamtmasse der Stahlteile betrug 275,84 Tonnen.